# Pardalosus pumilio
Pardalosus pumilio är en skalbaggsart som beskrevs av Schmidt 1907. Pardalosus pumilio ingår i släktet Pardalosus och familjen Aphodiidae. Inga underarter finns listade i Catalogue of Life.